# Holotrichia consanguinea
Holotrichia consanguinea är en skalbaggsart som beskrevs av Blanchard 1851. Holotrichia consanguinea ingår i släktet Holotrichia och familjen Melolonthidae. Inga underarter finns listade i Catalogue of Life.